# À l'ouest rien de nouveau
Pour les articles homonymes, voir À l'Ouest, rien de nouveau (homonymie).
 (juin 2021).
À l'ouest rien de nouveau (titre original allemand : Im Westen nichts Neues) est un roman de Erich Maria Remarque paru officiellement en 1929 mais publié pour la 1ère fois en 1928. Le roman décrit la Première Guerre mondiale vue par un jeune soldat volontaire allemand sur le front ouest. Symbole du pacifisme allemand, le roman devient rapidement un succès de librairie et est suivi par d'autres romans de la même veine, comme Après et Trois camarades.
L'auteur, pourchassé dès 1930 par les militants nazis en raison de son pacifisme, émigre en Suisse, puis aux États-Unis. Son livre fut brûlé lors des autodafés en Allemagne nazie le 10 mai 1933, trois mois après leur accession au pouvoir.

## Description
Paul Bäumer est un jeune Allemand de 18 ans. Après avoir été soumis à un bourrage de crâne patriotique par leur professeur, Kantorek, tous ses camarades de classe et lui-même s'engagent "volontairement", en réalité poussés par leur professeur dans l'armée impériale allemande. Ils partent en guerre presque heureux, fiers de servir leur pays.
Après dix semaines d’entraînement, la rencontre avec un caporal maltraitant (Himmelstoss) puis la brutalité de la vie au front font découvrir à Paul et à ses amis que leurs idéaux de patriotisme et de nationalisme se résument à des clichés inadaptés au monde réel. Sous le révélateur de la guerre, le jeune soldat se sent trahi par ses maîtres :

« Ils auraient dû être pour nos dix-huit ans des médiateurs et des guides nous conduisant à la maturité, nous ouvrant le monde du travail, du devoir, de la culture et du progrès – préparant l'avenir. Parfois, nous nous moquions d'eux et nous leur jouions de petites niches, mais au fond nous avions foi en eux. La notion d'une autorité, dont ils étaient les représentants, comportait à nos yeux, une perspicacité plus grande et un savoir plus humain. Or, le premier mort que nous vîmes anéantit cette croyance. Nous dûmes reconnaître que notre âge était plus honnête que le leur. Ils ne l'emportaient sur nous que par la phrase et l'habileté. Le premier bombardement nous montra notre erreur et fit écrouler la conception des choses qu'ils nous avaient inculquée. »

— Erich Maria Remarque, À l'ouest rien de nouveau, chapitre I.
Paul raconte les abominations de la guerre : les tranchées ne sont même plus en état d'être occupées, envahies de rats ou complètement détruites par les obus. Heureux d'avoir une permission, Paul rentre chez lui, mais n'est compris que de sa mère qui ne lui pose aucune question. De retour de permission, il est heureux de n'avoir perdu aucun de ses amis.
Obligé de mûrir d'un coup à 19 ans, Paul remet en cause les références morales qu'on lui a inculquées et se demande comment, lui qui n'a jamais connu autre chose que la guerre, il va pouvoir mener une vie normale une fois ce désastre fini.
La souffrance physique est poussée à son paroxysme, les corps sont dénudés et découpés, réduits en charpie par l'artillerie, la blessure espérée comme un billet de retour à l’arrière, cette fraternité dans la souffrance entre des hommes martyrisés qui, lors de leurs permissions, n’arrivent même plus à exprimer ce qu’ils vivent sur le front, car les gens de l’arrière sont incapables de comprendre ce qui leur arrive.

## Personnages
- Paul Bäumer : narrateur et personnage principal, sa mère souffre d'un cancer. Étudiant.
- Leer : comme il est dit, c’est un connaisseur des bordels d’officiers.
- Tjaden : il mange énormément, il est boulimique mais ne grossit pas et exerce la profession de serrurier.
- Müller : un chicaneur et un homme prévoyant (il rêve de se faire repêcher à un examen manqué).
- Detering : paysan rêvant de sortir de la guerre sans une blessure pour continuer son activité agricole.
- Haie Westhus : un homme très costaud, ouvrier dans une tourbière.
- Katczinsky : la tête du groupe ; il est dur, rusé, roublard et a beaucoup de flair. Il est appelé Kat. c'est un cordonnier.
- Kemmerich : gravement blessé à la jambe lors d’un bombardement. Il meurt après une agonie de plusieurs jours sous les yeux de Paul impuissant à le sauver.
- Kantorek : le professeur qui a incité Paul et ses amis à s'enrôler.
- Albert Kropp : un homme de petite taille, le meilleur ami de Paul, qui a les idées plus claires que tous les autres. Soldat de première classe.
- Himmelstoss : un caporal qui mène la vie dure aux soldats.

Les personnages principaux sont tous très jeunes : ils ont entre 18 et 20 ans, sauf Katczinsky qui en a 40 et le professeur Kantorek. Tous les amis de Paul Bäumer sont tués les uns après les autres pendant la guerre, et même Bäumer meurt tout à la fin du conflit, à l'été 1918.

## Résumé

### Chapitre 1
Paul accompagné par d’autres soldats se rend ensuite à un Lazarett (terme allemand pour un hôpital de campagne) pour aller voir Franz Kemmerich, amputé d'une jambe. Ce dernier n’a pas encore été prévenu de son opération et reste confiant sur son état. La vérité est tout autre, et l'un des soldats, Müller, espère récupérer ses bottes…

### Chapitre 2
Paul se souvient de son entraînement avant la guerre : le caporal Himmelstoss qui était chargé de s’occuper de son groupe, était tyrannique et imposait chaque fois un peu plus aux futurs soldats. Le jeune homme se demande ensuite ce qu’il fera s'il survit. Pour lui, sans le soutien des autres soldats, il serait devenu fou depuis longtemps. Il se rend ensuite une dernière fois au Lazarett pour voir Kemmerich. Celui-ci avant de mourir demande à Paul d’apporter ses bottes à Müller. Il meurt dans son lit, les médecins sont débordés. On l’enlève du lit rapidement et on se débarrasse de ses affaires car on manque de place.

### Chapitre 3
Katczinsky est un soldat débrouillard, d’une quarantaine d’années qui fait partie des amis de Paul : il parvient toujours à trouver de la nourriture, du bois, des cigarettes ou d’autres choses. Il est souvent aidé par Haie Westhus. Albert Kropp est un penseur et Tjaden, quant à lui, déteste Himmelstoss. Finalement, avant de repartir au front, le groupe de soldats se venge de Himmelstoss en lui tendant une embuscade de nuit puis en le frappant en groupe.

### Chapitre 4
La compagnie de Paul est agrandie par de nouvelles recrues et doit repartir au front. Une nuit, des chevaux « crient de douleur », mais personne ne peut les achever, c’est trop dangereux. Beaucoup de soldats meurent par la suite : ils sont bombardés dans un cimetière par des obus au gaz. 

### Chapitre 5
Müller demande à tout le monde ce qu'ils feraient si la guerre était finie. Chacun lui répond à sa façon. Himmelstoss apparaît et Tjaden commence à lui parler insolemment et son caporal lui promet au moins cinq jours d’arrêt de rigueur. Müller continue avec sa question et celle-ci dérive jusqu'à des citations de leur ancien professeur. Peu après, Kat et Paul trouvent une oie pour la rôtir. Ils rapportent les restes à leur compagnie.

### Chapitre 6
Retour au front. Pendant trois jours, la compagnie doit rester sous un feu d’artillerie intense dans la tranchée. Des rations de nourriture limitées et une invasion de rats augmentent la pression sur les soldats jusqu’à ce que l’attaque redoutée des Français ait finalement lieu. Ils ne voient plus les hommes dans les adversaires qui déferlent, et essaient de tuer tous ceux qui apparaissent. Le lendemain, une nouvelle attaque ennemie massive a lieu, faisant de nombreuses victimes, en particulier parmi les recrues inexpérimentées, dont l’ami de Paul, Haie Westhus. Sur cent cinquante hommes au début, seuls trente-deux survivent.

### Chapitre 7
Après les combats, ce qu’il reste de la compagnie est renvoyé à l’arrière du front, au camp d’accueil des recrues. Paul et ses amis croisent trois femmes à qui ils rendent secrètement visite la nuit. Puis, Paul obtient une permission de deux semaines pour rentrer chez lui où sa mère est malade. Mais il peine à retrouver ses repères dans son pays, où l’idée de ce qui se passe au front est complètement faussée. Il rencontre son ancien camarade de classe Mittelstaedt, qui ne se prive pas de ridiculiser leur ancien enseignant Kantorek, qui les avait harcelés et incités à se porter volontaires pour le front. À la fin de sa permission, Paul va raconter à la mère de Kemmerich les circonstances de la mort de son fils, en lui inventant une fin héroïque pour ne pas révéler la vérité. Puis il se met à songer à sa vie et à sa relation avec sa propre mère.

### Chapitre 8
À l’issue de sa permission, Paul est envoyé garder un camp de prisonniers : des prisonniers russes y sont détenus dans des conditions misérables. Il partage des cigarettes avec eux et, à la fin de son séjour, son père et sa sœur viennent le voir : ils lui apportent des galettes de pommes de terre préparées par sa mère cancéreuse ; il en donne deux aux Russes.

### Chapitre 9
Paul retrouve sa compagnie. Après une visite d’inspection du Kaiser et une conversation sur les causes et le sens de la guerre, il retourne au front. Au cours d’une patrouille, les soldats sont surpris par une attaque ennemie, Paul se réfugie dans un cratère d’obus et fait le mort. Quand un Français du nom de Gérard Duval se réfugie également dans son cratère, Paul lui enfonce son couteau de combat dans le ventre par peur de mourir. Se sentant extrêmement coupable, il promet au mourant qu’il prendra soin de sa famille, même s’il sait qu’il ne pourra pas tenir parole. En raison de la situation de danger qui persiste, Paul est contraint de rester à côté du cadavre du soldat français pendant une journée entière, jusqu’à ce qu’il puisse revenir en rampant vers la tranchée allemande. Bouleversé, il raconte à ses amis ce qu’il a vécu face à l’ennemi et ses remords. Kat et Albert essaient de le calmer.

### Chapitre 10
Les soldats gardent un village abandonné où ils passent du bon temps en dépit des bombardements. Mais lors d'une offensive ennemie, Paul et Albert sont blessés et d'abord emmenés à un hôpital de campagne, où Paul est opéré puis transféré dans un hôpital catholique. Là, la jambe d'Albert est amputée. Après quelques semaines à l'hôpital, Paul est en congé et doit dire au revoir à Albert le cœur gros. Paul est à nouveau sollicité par le régiment et repart au front. Il a maintenant 20 ans, il est donc militaire depuis deux ans.

### Chapitre 11
Paul a connu de nombreuses autres affectations de première ligne. Ses amis Berger, Müller, Leer et leur commandant de compagnie Bertinck meurent. Finalement Katczinsky aussi, malgré la tentative désespérée de Paul de le sauver. Detering déserte, mais est repris et vraisemblablement abattu. Certains jeunes soldats souffrent de crises de première ligne. Ils ne sont pas à la hauteur de leurs terribles expériences. Paul décrit à quel point la situation des Allemands est misérable et combien les Alliés sont supérieurs ; il décrit l'été 1918 avec tous ses tourments. Paul ne peut plus supporter la cruauté de la guerre : « Pourquoi ? Pourquoi n'y a-t-il pas de fin ? » Bien que les soldats soient informés du cessez-le-feu à l'Est, et bien que le narrateur introduise les termes « mutinerie » et « révolution » dans son récit, il ne vient jamais à l'esprit de Paul ou des autres soldats survivants qu'eux-mêmes pourraient contribuer activement à la fin espérée de la guerre.

### Chapitre 12
Paul a la paix parce qu'il a avalé du gaz. Tous ses amis sont déjà tombés, il est le dernier des sept de sa classe ; il s'attend à ce que l'armistice arrive bientôt. Il se demande si sa génération pourra retrouver sa voie après la guerre ; il est calme et recueilli.
En octobre 1918, peu avant la fin de la guerre, Paul meurt, comme le rapporte un narrateur anonyme. Son visage semble presque paisible. La situation est si calme sur le front ce jour-là que le rapport de l'armée se résumera à ces mots : « à l'ouest rien de nouveau ».

## Thèmes
Les thèmes abordés dans l’œuvre sont :
- la camaraderie parmi les soldats ;
- l’absurdité de la guerre ;
- l’atrocité de la guerre ;
- le pacifisme ;
- le sacrifice d'une génération, à qui l'on a tout refusé, y compris la découverte de l'amour ;
- la peur ;
- la souffrance ;
- la perte de l'innocence ;
- l’incompréhension entre ceux du front et ceux de l'arrière ;
- la vie dans les tranchées ;
- plus globalement, la Première Guerre mondiale.

## Les symboles
Le papillon symbolise la nature, la fragilité de la vie. Quatre occurrences du mot papillon dans le roman. 
Les bottes de Kemmerich : Comme le démontre la façon dont les hommes agissent pour obtenir les bottes dans le roman, Remarque met l'accent sur la façon dont les gens se comportent en temps de guerre, lorsque la survie est dans l'esprit de tous et que c'est chacun pour soi. (traduit de l'anglais). 
Les galettes de pommes de terre rappellent à Paul l'amour de sa mère.

## Adaptations audiovisuelles
- 1930 : À l'Ouest, rien de nouveau (All Quiet on the Western Front) de Lewis Milestone
- 1979 : À l'Ouest, rien de nouveau (All Quiet on the Western Front) de Delbert Mann
- 2022 : À l'Ouest, rien de nouveau (Im Westen nichts Neues) d'Edward Berger

## Dans la culture populaire
Le livre est lu par plusieurs personnages du livre Allons z'enfants d'Yves Gibeau.
Le livre est lu par Shinei Nōzen dans le light novel 86: Eighty-Six de Asato Asato (en).

## Critiques
Jean Norton Cru, dans son livre Témoins publié en 1929, consacre une courte note au livre qu'il considère comme un « roman pacifiste ayant tous les défauts du genre représenté par Barbusse et Latzko : outrance du macabre, meurtre à l’arme blanche, ignorance de ce que tout fantassin combattant doit savoir ». Selon Norton Cru, Erich Maria Remarque, volontaire à 18 ans en 1915, devrait connaître les choses du front « mais il les déforme et accumule les invraisemblances : effet des obus, usage de la baïonnette, aspect du poilu français de 1917, type de mitrailleuse française, etc » et « la psychologie est aussi fausse, aussi traditionnelle que les faits : la peur terrasse les recrues (cas de folie furieuse), mais les vétérans sont indemnes. Topographie et chronologie nulles. Un non-combattant ne commettrait pas plus d’erreurs. ».